# بينالمادينا
بلدية بناء المعدانة أو (نقحرة: بينالمادينا) (بالإسبانية: Benalmádena) هي بلدية تقع في مقاطعة مالقة التابعة لمنطقة أندلسية جنوب إسبانيا. واختلفت النظريات حول مصدر الاسم فمنهم من قال: ابن المعدن، أو بِنى المعدن أو بِنى المدينة أو بناء المَعْدَانة.

## الديموغرافيا
بلغ عدد سكان بلدية بناء المعدانة 63.788 نسمة عام 2011 (وفقاً للمعهد الوطني الإسباني للإحصاء).
| 27.147 | 30.059 | 35.946 | 45.686 | 52.217 | 58.854 | 63.788 |

## أعلام
- ابن البيطار
- إيسكو
- آن سميرنر
- إيفان أغيلار